# (22770) 1999 BR14
1999 بي أر 14 (ويعرف أيضًا باسم (22770) 1999 بي أر 14 وفق تسمية الكوكب الصغير) (بالإنجليزية: 1999 BR14)‏ هو كويكب ضمن حزام الكويكبات؛ وترتيبه 22770 من حيث الاكتشاف.
اكتُشف هذا الجُرم الفلكي بواسطة Frank B. Zoltowski ‏ في 24 يناير 1999.

## وصلات خارجية
- (22770) 1999 BR14 في قاعدة بيانات مختبر الدفع النفاث لأجرام النظام الشمسي الصغيرة

- الاكتشاف · مخطط المدار ·  العناصر المدارية · المعلمات المادية

- (22770) 1999 BR14 على موقع ويكي سكاي: DSS2, SDSS, GALEX, IRAS, Hydrogen α, X-Ray, Astrophoto, Sky Map, Articles and images